# メンドーサ州
メンドーサ州 (メンドーサしゅう、スペイン語: Provincia de Mendoza, スペイン語発音: [menˈdosa]) （メンドサとも表記）は、アルゼンチンの州。人口は2,014,533人（2022年国勢調査）。
州都はメンドーサ（メンドサ）。

## 隣接州
- サンフアン州 (アルゼンチン)
- サンルイス州
- ラ・パンパ州
- ネウケン州
- マウレ州
- リベルタドール・ベルナルド・オイギンス州
- 首都州 (チリ)
- バルパライソ州

## デパルタメント
- (メンドーサ州首都区)(メンドーサ州首都区メンドーサ) - 州都
- ヘネラル・アルベアール・デパルタメント（英語版） (ヘネラル・アルベアール)
- ゴドイ・クルス・デパルタメント（英語版） (ゴドイ・クルス（英語版）)
- グアイマジェン・デパルタメント（英語版） (ビジャ・ヌエバ（英語版）)
- フニン・デパルタメント（英語版） (フニン（英語版）)
- ラ・パス・デパルタメント（英語版） (ラパス)
- ラス・エルナス・デパルタメント（英語版） (ラス・エルナス（英語版）)
- ラバージェ・デパルタメント（英語版） (ビージャ・トゥルマヤ（英語版）)
- ルハン・デ・クージョ・デパルタメント（英語版） (ルハン・デ・クージョ（英語版）)
- マイプ・デパルタメント（英語版） (マイプ（英語版）)
- マラルゲ・デパルタメント（英語版） (マラルゲ（英語版）)
- リバダビア・デパルタメント（英語版） (リバダビア（英語版）)
- サン・カルロス・デパルタメント（英語版） (サン・カルロス（英語版）)
- サン・マルティン・デパルタメント（英語版） (サン・マルティン（英語版）)
- サン・ラファエル・デパルタメント（英語版） (サン・ラファエル（英語版）)
- サンタ・ローサ・デパルタメント（英語版） (サンタ・ローサ（英語版）)
- トゥヌジャン・デパルタメント（英語版） (トゥヌジャン（英語版）)
- トゥプンガート・デパルタメント（英語版） (トゥプンガート（英語版）)

## 産業
ワインづくりで世界的に知られる一方、ブドウ栽培に大きな影響を与える気象などの自然条件は厳しく、ワイン生産地の過酷さを数値化したグローバル・ワイン・リスク指数では世界一を記録している。